# Dawn of Victory
Dawn of Victory è il terzo album del gruppo power metal italiano Rhapsody, pubblicato il 30 ottobre 2000.
Questo album, come i precedenti, è centrato sulla storia epica di Algalord e sulla Emerald Sword Saga. È stato prodotto da Sacha Paeth e Miro. Tutte le canzoni sono state composte da Turilli e Staropoli.
Da quest'album è stato estratto il singolo Holy Thunderforce.

## Il disco
Dawn of Victory, terzo disco dei Rhapsody of Fire, prosegue la Emerald Sword Saga. Il Guerriero di Ghiaccio, ora armato della Spada di Smeraldo, libera Ancelot dall'assedio di Dargor e si unisce alle forze di Arwald. Tuttavia ricevono un ricatto da Arkon, che minaccia di uccidere tutti i prigionieri se il Guerriero non gli avesse consegnato la spada. I due accettano, e si recano ad Hargor per lo scambio. Arkon ovviamente mentiva, e cattura i due eroi. Il guerriero di ghiaccio riuscirà a fuggire, ma Arwald ed i prigionieri verranno uccisi, e la spada cadrà nelle mani di Arkon.

## Tracce
1. Lux Triumphans – 2:00
2. Dawn of Victory – 4:47
3. Triumph for My Magic Steel – 5:46
4. The Village Of Dwarves – 3:52
5. Dargor, Shadowlord Of The Black Mountain – 4:48
6. The Bloody Rage of the Titans – 6:23
7. Holy Thunderforce – 4:21
8. Trolls in the Dark – 2:32
9. The Last Winged Unicorn – 5:43
10. The Mighty Ride of the Firelord – 9:15

## Formazione
- Fabio Lione - voce
- Luca Turilli - chitarra
- Alessandro Staropoli - tastiera
- Alex Holzwarth - batteria
- Alessandro Lotta - basso

Altri musicisti
- Robert Hunecke-Rizzo, Thomas Rettke, Miro Rodenberg, Cinzia Rizzo, Florinda Klevisser - cori epici
- Helmstedt Kammerchoir diretti da Andreas Lamken - cori sacri
- Constanze Backers - voce barocca femminile
- Laurence Vanryne - voce in Trolls in the Dark
- Maggie Ardorf - violino
- Thunderforce - batteria[3]